# Šurany
Šurany (węg. Nagysurány) – miasto na Słowacji, w kraju nitrzańskim; w 2016 roku liczyło niecałe 10 tys. mieszkańców. Pierwsza pisemna wzmianka o miejscowości pochodzi z 1138 roku.